# Azerbajdzsán a 2000. évi nyári olimpiai játékokon
Azerbajdzsán az ausztráliai Sydneyben megrendezett 2000. évi nyári olimpiai játékok egyik részt vevő nemzete volt. Az országot az olimpián 8 sportágban 31 sportoló képviselte, akik összesen 3 érmet szereztek.

## Érmesek
| Érem  | Versenyző              | Sportág       | Versenyszám        |
| ----- | ---------------------- | ------------- | ------------------ |
| Arany | Namiq Abdullayev       | Birkózás      | Szabadfogás, 54 kg |
| Arany | Zemfira Meftahətdinova | Sportlövészet | Női skeet          |
| Bronz | Vüqar Mursal Ələkbərov | Ökölvívás     | Középsúly          |

## Atlétika
Férfi
| Versenyző      | Versenyszám | Előfutam | Előfutam | Előfutam | Negyeddöntő | Negyeddöntő | Negyeddöntő | Elődöntő | Elődöntő | Elődöntő | Döntő   | Döntő    |
| Versenyző      | Versenyszám | Idő      | Hely.    | Össz.    | Idő         | Hely.       | Össz.       | Idő      | Hely.    | Össz.    | Idő     | Helyezés |
| -------------- | ----------- | -------- | -------- | -------- | ----------- | ----------- | ----------- | -------- | -------- | -------- | ------- | -------- |
| Teymur Qasımov | 100 m       | 10,97    | 7.       | 80.      | kiesett     | kiesett     | kiesett     | kiesett  | kiesett  | kiesett  | kiesett | kiesett  |
| Faiq Bağırov   | 800 m       | 1:57,39  | 8.       | 59.      |             |             |             | kiesett  | kiesett  | kiesett  | kiesett | kiesett  |

| Versenyző     | Versenyszám | Selejtező | Selejtező | Döntő    | Döntő    |
| Versenyző     | Versenyszám | Eredmény  | Helyezés  | Eredmény | Helyezés |
| ------------- | ----------- | --------- | --------- | -------- | -------- |
| Sergey Boçkov | Hármasugrás | 16,01 m   | 30.       | kiesett  | kiesett  |

Női
| Versenyző    | Versenyszám     | Eredmény      | Helyezés      |
| ------------ | --------------- | ------------- | ------------- |
| Aida İsayeva | 20 km gyaloglás | nem ért célba | nem ért célba |

## Birkózás
Kötöttfogású
| Versenyző         | Versenyszám | Csoportkör                                                                                    | Csoportkör | Negyeddöntő                | Elődöntő          | Bronz- mérkőzés                                        | Döntő             | Helyezés |
| Versenyző         | Versenyszám | Ellenfél Eredmény                                                                             | Hely.      | Ellenfél Eredmény          | Ellenfél Eredmény | Ellenfél Eredmény                                      | Ellenfél Eredmény | Helyezés |
| ----------------- | ----------- | --------------------------------------------------------------------------------------------- | ---------- | -------------------------- | ----------------- | ------------------------------------------------------ | ----------------- | -------- |
| Natig Eyvazov     | 54 kg       | 6. csoport · Lázaro Rivas (CUB) · 1-6 · Ercan Yıldız (TUR) · 3-0 · Jotham Pellew (NZL) · 10-0 | 2.         | kiesett                    | kiesett           | kiesett                                                | kiesett           | 7.       |
| İslam Duqiçiyev   | 69 kg       | 3. csoport · Juha Lappalainen (FIN) · 1-0 · Parviz Zeidvand (IRI) · 5-0                       | 1.         | Valeri Nikitin (EST) · 1-4 |                   | Az 5. helyért · Szon Szangphil (KOR) · mérkőzés nélkül |                   | 6.       |
| Xviça Biçinaşvili | 76 kg       | 1. csoport · Kim Dzsinszu (KOR) · 2-3 · Nazmi Avluca (TUR) · 0-3                              | 3.         | kiesett                    | kiesett           | kiesett                                                | kiesett           | 16.      |

Szabadfogású
| Versenyző           | Versenyszám | Csoportkör                                                                                             | Csoportkör | Negyeddöntő       | Elődöntő                    | Bronz- mérkőzés   | Döntő                     | Helyezés |
| Versenyző           | Versenyszám | Ellenfél Eredmény                                                                                      | Hely.      | Ellenfél Eredmény | Ellenfél Eredmény           | Ellenfél Eredmény | Ellenfél Eredmény         | Helyezés |
| ------------------- | ----------- | --- | ---------- | ----------------- | --------------------------- | ----------------- | ------------------------- | -------- |
| Namiq Abdullayev    | 54 kg       | 5. csoport · Csin Dzsudong (PRK) · 6-0 · Martin Liddle (NZL) · 10-0                                    | 1.         | erőnyerő          | Amiran Kardanov (GRE) · 5-3 |                   | Sammie Henson (USA) · 4-3 |          |
| Arif Abdullayev     | 58 kg       | 6. csoport · Jevhen Buszlovics (UKR) · 5-7 · Martin Berberjan (ARM) · 1-11 · Othmar Kuhner (GER) · 8-5 | 3.         | kiesett           | kiesett                     | kiesett           | kiesett                   | 9.       |
| Şamil Əfəndiyev     | 63 kg       | 6. csoport · Csang Dzseszong (KOR) · 1-6 · Štefan Fernyák (SVK) · 6-1 · Musa Ilhan (AUS) · 10-0        | 2.         | kiesett           | kiesett                     | kiesett           | kiesett                   | 7.       |
| Elşad Allahverdiyev | 76 kg       | 3. csoport · Ruslan Khinchagov (UZB) · 2-3 · Jannie du Toit (RSA) · 8-5                                | 2.         | kiesett           | kiesett                     | kiesett           | kiesett                   | 10.      |
| Davud Məhəmmədov    | 97 kg       | 5. csoport · Iszlam Bajramukov (KAZ) · 0-3 · Wilfredo Morales (CUB) · 3-0                              | 2.         | kiesett           | kiesett                     | kiesett           | kiesett                   | 13.      |
| Rəcəb Əshəbəliyev   | 130 kg      | 3. csoport · Kerry McCoy (USA) · 0-10 · Merabi Valijev (UKR) · 4-0                                     | 2.         | kiesett           | kiesett                     | kiesett           | kiesett                   | 9.       |

## Cselgáncs
Férfi
| Versenyző             | Versenyszám | Selejtező                        | 32-es főtábla                  | Nyolcaddöntő                    | Negyeddöntő                         | Elődöntő          | Vigaszág első kör              | Vigaszág negyeddöntő                  | Vigaszág elődöntő                 | Bronz- mérkőzés                         | Döntő             | Helyezés    |
| Versenyző             | Versenyszám | Ellenfél Eredmény                | Ellenfél Eredmény              | Ellenfél Eredmény               | Ellenfél Eredmény                   | Ellenfél Eredmény | Ellenfél Eredmény              | Ellenfél Eredmény                     | Ellenfél Eredmény                 | Ellenfél Eredmény                       | Ellenfél Eredmény | Helyezés    |
| --------------------- | ----------- | -------------------------------- | ------------------------------ | ------------------------------- | ----------------------------------- | ----------------- | ------------------------------ | ------------------------------------- | --------------------------------- | --------------------------------------- | ----------------- | ----------- |
| Elçin Mehdi İsmayılov | Légsúly     | Brendon Crooks (NZL) · 1012-0001 | David Moret (SUI) · 1000-0001  | Nacik Bahirav (BLR) · 1100-0010 | Alisher Mukhtarov (UZB) · 0011-1010 |                   |                                | Omar Rebahi (ALG) · 1010-0000         | Bazarbek Donbaj (KAZ) · 0001-0100 | kiesett                                 |                   | 7.          |
| Mehman Əzizov         | Váltósúly   | Gastón García (ARG) · 0000-1000  | kiesett                        | kiesett                         | kiesett                             | kiesett           |                                |                                       |                                   |                                         |                   | helyezetlen |
| Rəsul Səlimov         | Középsúly   |                                  | Gabriel Lama (CHI) · 0011-0011 | Keith Morgan (CAN) · 0000-1000  |                                     |                   | Robert Ivers (AUS) · 1000-0000 | Jean-Claude Raphaël (MRI) · 1010-0101 | Brian Olson (USA) · 0101-0101     | Frédéric Demontfaucon (FRA) · 0000-1002 |                   | 5.          |

Női
| Versenyző          | Versenyszám | Selejtező                     | Nyolcaddöntő      | Negyeddöntő       | Elődöntő          | Vigaszág első kör                  | Vigaszág negyeddöntő                 | Vigaszág elődöntő               | Bronz- mérkőzés   | Döntő             | Helyezés |
| Versenyző          | Versenyszám | Ellenfél Eredmény             | Ellenfél Eredmény | Ellenfél Eredmény | Ellenfél Eredmény | Ellenfél Eredmény                  | Ellenfél Eredmény                    | Ellenfél Eredmény               | Ellenfél Eredmény | Ellenfél Eredmény | Helyezés |
| ------------------ | ----------- | ----------------------------- | ----------------- | ----------------- | ----------------- | ---------------------------------- | ------------------------------------ | ------------------------------- | ----------------- | ----------------- | -------- |
| Zülfiyyə Hüseynova | Könnyűsúly  | Pekli Mária (AUS) · 0000-0100 |                   |                   |                   | Françoise Nguele (CMR) · 1000-0011 | Pernilla Andersson (SWE) · 0111-0000 | Kuszakabe Kie (JPN) · 0000-1000 | kiesett           |                   | 7.       |

## Műugrás
Férfi
| Versenyző       | Versenyszám        | Selejtező | Selejtező | Elődöntő | Elődöntő | Döntő   | Döntő    |
| Versenyző       | Versenyszám        | Pont      | Helyezés  | Pont     | Helyezés | Pont    | Helyezés |
| --------------- | ------------------ | --------- | --------- | -------- | -------- | ------- | -------- |
| Emin Cəbrayilov | Egyéni toronyugrás | 334,74    | 26.       | kiesett  | kiesett  | kiesett | kiesett  |

## Ökölvívás
| Versenyző              | Versenyszám  | Selejtező                        | Nyolcaddöntő                   | Negyeddöntő                | Elődöntő                     | Döntő             | Helyezés |
| Versenyző              | Versenyszám  | Ellenfél Eredmény                | Ellenfél Eredmény              | Ellenfél Eredmény          | Ellenfél Eredmény            | Ellenfél Eredmény | Helyezés |
| ---------------------- | ------------ | -------------------------------- | ------------------------------ | -------------------------- | ---------------------------- | ----------------- | -------- |
| Mahac Nuriddinovun     | Könnyűsúly   | Alekszandr Maletyin (RUS) · 5-14 | kiesett                        | kiesett                    | kiesett                      | kiesett           | 17.      |
| Ruslan Xeyirov         | Váltósúly    | erőnyerő                         | Kamel Chater (TUN) · 13-8      | Oleg Szaitov (RUS) · 10-10 | kiesett                      | kiesett           | 5.       |
| Vüqar Mursal Ələkbərov | Középsúly    | Peter Kariuki Ngumi (KEN) · 12-3 | Paul Miller (AUS) · 9-8        | Akın Kuloğlu (TUR) · 18-8  | Jorge Gutiérrez (CUB) · 9-19 | kiesett           |          |
| Əli Shamil İsmayılov   | Félnehézsúly | Emil Krasztev (BUL) · 14-9       | Sergey Mikhaylov (UZB) · 18-23 | kiesett                    | kiesett                      | kiesett           | 9.       |
| Mahamed Ariphadzsijev  | Nehézsúly    |                                  | Sebastian Köber (GER) · 4-9    | kiesett                    | kiesett                      | kiesett           | 9.       |

## Sportlövészet
Női
| Versenyző              | Versenyszám   | Selejtező        | Selejtező        | Döntő   | Döntő    |
| Versenyző              | Versenyszám   | Pont             | Helyezés         | Pont    | Helyezés |
| ---------------------- | ------------- | ---------------- | ---------------- | ------- | -------- |
| İradə Aşumova          | Légpisztoly   | nem teljesítette | nem teljesítette | kiesett | kiesett  |
| İradə Aşumova          | Sportpisztoly | 569              | 31.              | kiesett | kiesett  |
| Zemfira Meftahətdinova | Skeet         | 73               | 1.               | 98      |          |

## Súlyemelés
Férfi
| Versenyző        | Versenyszám | Szakítás | Szakítás | Lökés    | Lökés    | Összesen | Helyezés |
| Versenyző        | Versenyszám | Eredmény | Helyezés | Eredmény | Helyezés | Összesen | Helyezés |
| ---------------- | ----------- | -------- | -------- | -------- | -------- | -------- | -------- |
| Elxan Süleymanov | 62 kg       | 130,0    | 11.      | 162,5    | 7.*      | 292,5    | 8.       |
| Turan Mirzəyev   | 69 kg       | 147,5    | 6.*      | 180,0    | 9.       | 327,5    | 9.       |
| Nizami Paşayev   | 85 kg       | 155,0    | 15.*     | 202,5    | 9.*      | 357,5    | 12.      |

Női
| Versenyző       | Versenyszám | Szakítás | Szakítás | Lökés    | Lökés    | Összesen | Helyezés |
| Versenyző       | Versenyszám | Eredmény | Helyezés | Eredmény | Helyezés | Összesen | Helyezés |
| --------------- | ----------- | -------- | -------- | -------- | -------- | -------- | -------- |
| Təranə Abbasova | 53 kg       | 75,0     | 10.      | 90,0     | 10.      | 165,0    | 10.      |

* - egy másik versenyzővel azonos eredményt ért el

## Úszás
Férfi
| Versenyző    | Versenyszám | Előfutam | Előfutam | Előfutam | Elődöntő | Elődöntő | Elődöntő | Döntő   | Döntő    |
| Versenyző    | Versenyszám | Idő      | Hely.    | Össz.    | Idő      | Hely.    | Össz.    | Idő     | Helyezés |
| ------------ | ----------- | -------- | -------- | -------- | -------- | -------- | -------- | ------- | -------- |
| Emin Quliyev | 50 m gyors  | 25,36    | 7.       | 60.      | kiesett  | kiesett  | kiesett  | kiesett | kiesett  |

Női
| Versenyző      | Versenyszám | Előfutam | Előfutam | Előfutam | Elődöntő | Elődöntő | Elődöntő | Döntő   | Döntő    |
| Versenyző      | Versenyszám | Idő      | Hely.    | Össz.    | Idő      | Hely.    | Össz.    | Idő     | Helyezés |
| -------------- | ----------- | -------- | -------- | -------- | -------- | -------- | -------- | ------- | -------- |
| Alisa Xalıyeva | 50 m gyors  | 28,79    | 3.       | 59.      | kiesett  | kiesett  | kiesett  | kiesett | kiesett  |